# 鹿屋市立鶴峰小学校
鹿屋市立鶴峰小学校（かのやしりつ つるみねしょうがっこう）は、鹿児島県鹿屋市が吾平町上名に設置している公立小学校である。
鹿屋市の公立学校としては最南端に位置し、吾平地域（2005年までの肝属郡吾平町域）南西部、住所上では吾平町上名の大部分と吾平町下名の飛地にあたる地域を通学区域（校区）とする（後述）。
1880年4月1日（1879年説あり、後述）に開校し、最大規模であった1958年度には611名が在籍していたが、1976年度以降は1学年1学級規模の学校となった。現・鹿屋市の発足後の遅くとも2011年度までに複式学級を有する学校となり、2020年度以降は完全複式学級の学校となった。今後も完全複式学級解消の見込みがないことから、2026年4月に鹿屋市立吾平小学校への統合が予定されている。

## 開校年月日について
開校年月日について、1928年12月14日に建立された創立五十年記念碑には「明治十三年四月中福良八幡神社校舎創立」と刻まれており、1991年刊行の『吾平町誌 下巻』は「明治13年4月1日」、2005年刊行の『閉町記念誌 いにしえの時代を越えて 吾平のあゆみ』も「1880年（明治13年）4月1日」と記載している。
しかしながら、2023年刊行の『かのや風土記~鹿屋学入門~』は「1879年（明治12年）開校」と記載し、2016年9月および2025年3月現在の鶴峰小学校ウェブサイト「学校紹介」も「明治12年 (1879年)に創立され」と記載、2025年3月26日付の南日本新聞記事も「1879（明治12）年に上名小学校として創立」としている。

## 年表
- 1880年4月1日 - 「上名小学」として中福良集落に鎮座する八幡神社の南東の位置に創立（後に上名尋常小学校へ改称）[1][8]。
- 1887年4月1日 - 「上名簡易科小学」と改称する[7]。
- 1892年
  - 7月 - 「上名尋常小学校」と改称する[7]。
  - 12月 - 「鶴峰尋常小学校」と改称の上、校舎を鶴峰山麓の現在地へ移転。当時の校地は約1,000坪[7][8]。
- 1905年4月 - 校舎を改築（建て替え）、校地を1,000坪拡張する[7]。
- 1917年5月 - 校舎を改築（建て替え）する[7]。
- 1918年6月17日 - 東岳分教場（のちの鹿屋市立神野小学校）を設置[8]。
- 1924年5月 - 東岳分教場が移転新築される[8]。
- 1928年
  - 10月16日 - 校地を550坪拡張、1,000坪を埋め立てる[7]。
  - 12月14日 - 創立50年記念式ならびに創立五十年記念碑の除幕式を挙行[7]。

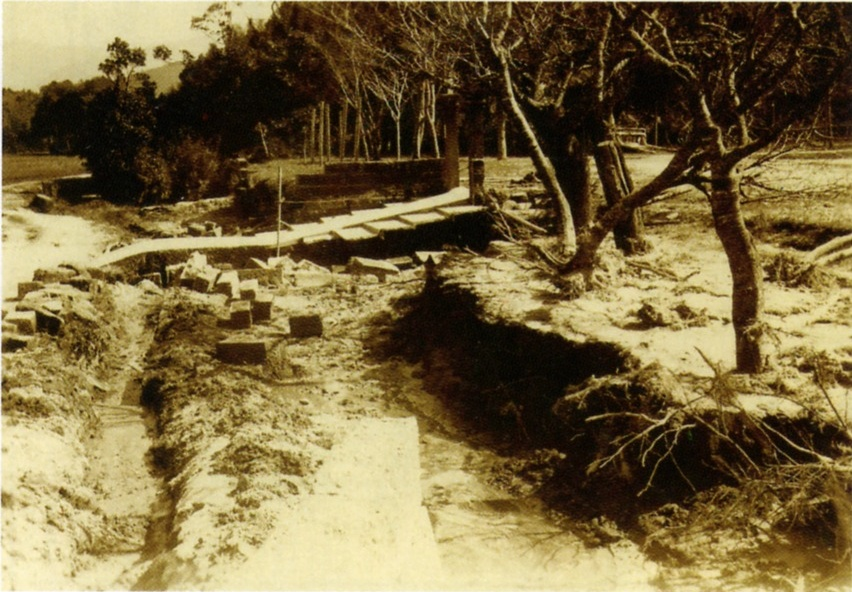
1938年10月の肝属地方風水害による被災の様子（正門の流出）

- 1938年10月15日 - 肝属地方風水害により校舎が破損、石垣が崩壊する。被害額は1000円。授業は10月21日より再開[12]。
- 1941年
  - 4月 - 「鶴峰国民学校」および鶴峰国民学校東嶽分教場へ改称[8]。
  - 5月20日 - 鶴峰国民学校東嶽分教場が「神野国民学校」として独立[8]。
    - 神野国民学校はその後、姶良村立神野小学校、吾平町立神野小学校、鹿屋市立神野小学校となり、2013年に吾平小学校へ統合された。
- 1942年4月 - 鶴峰国民学校に高等科を併置する[8]。
- 1947年
  - 4月 - 「姶良村立鶴峰小学校」へ改称する。
  - 10月15日 - 姶良村の町制施行・改称に伴い「吾平町立鶴峰小学校」へ改称する[8]。
- 1948年7月28日 - 校舎を改築（建て替え）。鹿屋市横山にあった旧兵舎を移築。80坪、4教室[13]。
- 1954年10月24日 - 講堂および普通教室を新築。1990年[2]ならびに2024年時点で現存しない[14]。
- 1956年12月 - 校舎の改築（建て替え）工事が第3期まで完了[8]。
- 1960年5月16日 - 給食（A型[注釈 5]）を開始[8]。
- 1963年4月 - 鉄筋校舎が完成。2階建て。1990年[2]ならびに2024年時点では管理教室棟として活用している[14]。
- 1966年12月19日 - 特別教室が竣工。3階建て。2024年時点では普通教室棟として活用している[14]。
- 1969年9月 - 吾平町の学校給食センターが稼働、町内全小中学校の給食が自校方式からセンター方式へ変更される[8]。
- 1970年12月 - 鉄筋校舎として普通教室8教室が完成。2階建て、1966年竣工の特別教室棟の東に増築している[2]。2024年時点では普通教室棟として活用している[14]。
- 1972年
  - 3月 - 屋内体育館が竣工[8]。
  - 8月7日 - プールが竣工[8]。
- 1979年7月 - 低学年用プール（補助プール）を増設[8]。
- 1998年4月 - 2代目の学校給食センター（現・鹿屋市吾平学校給食センター）が稼働[8]。
- 2006年1月1日 - 市町村合併に伴い「鹿屋市立鶴峰小学校」へ改称する。
- 2006年度 - 新・屋内体育館を建設する[14]。
- 2023年
  - 6月27日 - 鹿屋市教育委員会が学校規模適正化基本方針の改定に伴う意見交換会を実施。保護者側から学校統合に対する前向きな意見が出される[16]。
  - 9月14日 - 鶴峰小学校保護者会をを実施。8家庭中6家庭が参加し、そのほとんどが学校統合に対して致し方ない旨の意見を示す[16]。
- 2024年
  - 2月 - 鶴峰地区の3町内会住民に対する意見交換会を実施[16]。
  - 3月6日 - 鶴峰小学校保護者との意見交換会を実施。保護者の一部が「子どもが（統合先の）吾平小学校への通学に否定的であること」を理由に統合に反対する[16]。
  - 4月 - 学校再編に関するアンケートを実施。賛成75 %、反対 25 %であった。アンケート結果については5月15日に保護者に対して説明、意見交換が行われた[16]。
  - 5月30日 - 鶴峰小学校保護者との意見交換会を実施。保護者から統合への理解が得られたことから2026年4月1日付での吾平小学校への統合が内定する[16]。
- 2025年3月24日 - 6年生4名が卒業。2024年度末時点の5年生の在籍がないため、事実上最後の卒業式となる[5]。
- 2026年4月1日（予定） - 閉校。

## 閉校に向けた動き
鹿屋市教育委員会では2008年に「鹿屋市学校規模適正化（学校再編）基本方針」を策定、2022年にこれを改定した。いずれも小規模校（小学校は完全複式学級の解消が見込まれない学校、中学校は3学級以下の学校）を優先して検討を進める対象の学校としている。
2011年に策定された『鹿屋市学校再編実施計画書』では鶴峰小学校は「吾平小学校との統合について平成24年度までに目標年度について継続して検討し、平成26年度から平成28年度の間の統合を推進する」とされたが、吾平地区では神野小学校の統合のみが2013年に実施された。
2022年に鹿屋市学校規模適正化（学校再編）基本方針が改定され、これに基づき2023年度に鹿屋市内全小中学校で意見交換会が行われた。鶴峰小学校では2023年6月27日に実施され、保護者側から学校統合に前向きな意見が出された。同年9月14日の保護者会や2024年2月の町内会住民に対する意見交換会でもおおむね同様であったものの、2024年3月6日に行われた保護者との意見交換会では一部の保護者から「子どもが吾平小学校への通学に否定的であること」を理由に反対の意向を示した。同年4月に学校再編に関するアンケートを実施し、再編の賛成が75 %、反対が25 %との結果となったことから、同年5月30日の保護者との意見交換会で統合への理解が得られることとなった。閉校は2026年4月1日付で吾平小学校への統合を予定している。

## 体験学習（もち米の田植え・収穫）

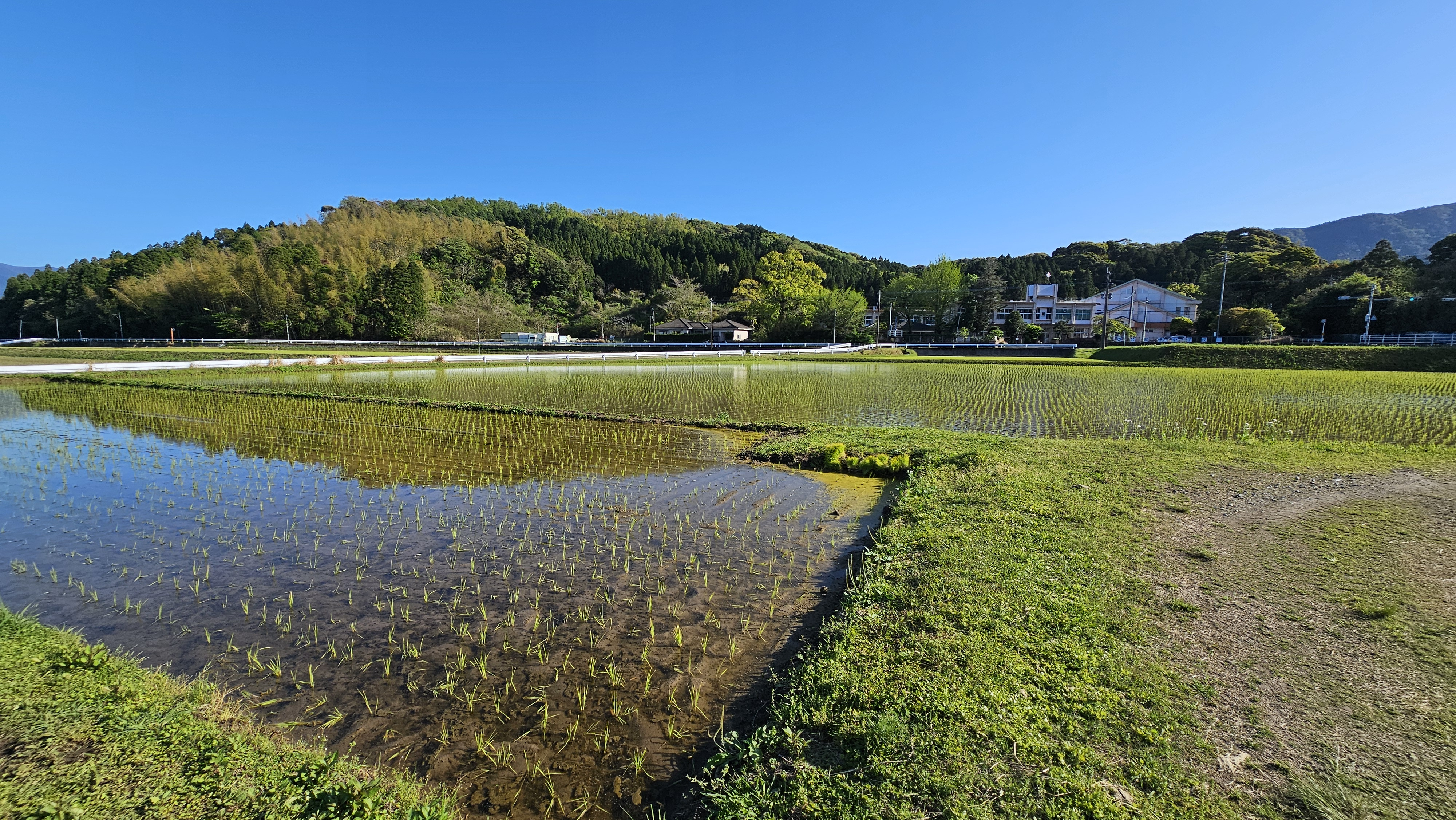
学校田（画像左）。右奥にある建物が小学校校舎。2025年4月撮影

鶴峰小学校では学校田へのもち米の田植えと収穫を「体験学習」として実施している。田植えは4月、収穫は8月上旬の出校日（7月に実施した年あり）に行われている。1980年代後半から行われており、2001年以降は当時の吾平町内全小・中学校（吾平小学校・下名小学校・神野小学校・吾平中学校を含む5校）が実施するまでになった（鶴峰小学校以外はうるち米を栽培）。学校田の面積は1995年時点では4アール、2006年時点では約30アールであった。収穫したもち米は1995年時点では12月に実施していた餅つき大会などで使用していた。
2006年の稲刈りは8月1日の出校日に行われた。5・6年生が鎌で稲を刈り取り、3・4年生が3束ずつ稲をひもで縛り、1・2年生が校庭の鉄棒へ稲を掛け干しした。

## 児童数の推移
記録が残る最も古い1909年度（明治42年度）は268名。1958年度の12学級611名が最大で、1960年度は12学級568名、1970年度は12学級342名、1980年度は6学級197名、1998年度は159名、2005年度（吾平町立学校としての最終年度）は6学級113名、2007年度は6学級94名、2011年度は45名、2022年度は3学級17名、2023年度は3学級10名であった。
1894年度（明治27年度）から1907年度（明治40年度）については卒業者数の記録のみがある。1894年度は男子5名、1895年度は男子12名で女子の卒業者はおらず、1896年度に最初の女子卒業者2名（男子は21名）が記録されている。
下表は児童数の推移を表したものである。1933年 - 1946年は高等科（尋常高等小学校および高等小学校を参照）を含むほか、1972年度以降の学級数には特別支援学級（当時は仲よし学級と呼称）を含めない。
| 年度 | 学級数     | 児童数     | 特記事項                                         |
| ---- | ---------- | ---------- | ------------------------------------------------ |
| 1909 |            | 268名      | 児童数の記録が残る最古の年度                     |
| 1920 |            | 220名      |                                                  |
| 1930 |            | 284名      |                                                  |
| 1940 |            | 397名      | 尋常小学校としての最終年度                       |
| 1947 | 11         | 444名      | 学制改革初年度、吾平町制施行                     |
| 1958 | 12         | 611名      | 最大規模の年度                                   |
| 1960 | 12         | 568名      |                                                  |
| 1965 | 12         | 474名      |                                                  |
| 1970 | 12         | 342名      | 1学年2学級規模であった最後の年度                 |
| 1980 | 6          | 197名      |                                                  |
| 1989 | 6          | 167名      | 『吾平町誌 下巻』に記載のある最新の年度          |
| 1998 |            | 159名      |                                                  |
| 2005 | 6          | 113名      | 吾平町立学校としての最終年度                     |
| 2006 |            | [ 注釈 8 ] |                                                  |
| 2007 | 6          | 94名       |                                                  |
| 2011 | [ 注釈 9 ] | 45名       | 鹿屋市学校再編実施計画書の策定年                 |
| 2012 | 5          | 47名       |                                                  |
| 2013 | 5          | 41名       |                                                  |
| 2014 | 6          | 44名       | 複式学級を解消した最後の年度                     |
| 2015 | 5          | 40名       |                                                  |
| 2016 | 5          | 39名       |                                                  |
| 2017 | 5          | 40名       |                                                  |
| 2018 | 4          | 29名       |                                                  |
| 2019 | 4          | 29名       |                                                  |
| 2020 | 3          | 21名       | 完全複式学級となった最初の年度                   |
| 2021 | 3          | 15名       |                                                  |
| 2022 | 3          | 17名       | 鹿屋市学校規模適正化（学校再編）基本方針の改定年 |
| 2023 | 3          | 10名       |                                                  |
| 2024 | 4          | 18名       | 卒業式（2025年3月）時点は15名                    |
| 2025 |            | 9名        | 最終年度                                         |

## 通学区域
鹿屋市域のうち鶴峰西、鶴峰中、鶴峰東の町内会の区域。
かつて（1956年4月以降）は集落ごとに町内会組織（吾平町時代は「振興組合」と呼称）が置かれていたが、現・鹿屋市発足後の2009年度に吾平地域で実施された統廃合により、鶴峰小学校区では3の町内会へ再編されている。
以下は鹿屋市がウェブサイト上で公表している、町内会別の住民基本台帳人口に記載している旧町内会名である。
- 鶴峰西 - 木浦、木場、真戸原、金山、立元、上苫野、下苫野、苫野、平前、東大牟礼、西大牟礼、中大牟礼
- 鶴峰中 - 門前、新地、中福良、白坂、石場、西迫、つるみね
- 鶴峰東 - 水流、黒羽子、荷掛、角野、東原、上車田、下車田、飴屋敷、永山、筒ヶ迫、平瀬、鏡原

また、町内会組織がないが人口統計上では陵北荘（障害者支援施設）は鶴峰東、陵幸園（特別養護老人ホーム）は鶴峰中に属している。